# عبد الله مشاري الروضان
عبد الله مشاري عبد الله الروضان (1328 هـ / 1910 - 11 صفر 1400 هـ / 30 ديسمبر 1979) نائب سابق في مجلس الأمة الكويتي، وهو أخ خالد مشاري الروضان النائب السابق في مجلس الأمة الكويتي ، ووالد ناصر الروضان النائب والوزير السابق.

## عن حياته
تلقى تعليمه في المدرسة المباركية، وثم عمل في تجارة الؤلؤ، وكان عضواً في عدد من الدوائر قبل استقلال الكويت منها دائرة الصحة العامة والمعارف.
خاض انتخابات مجلس الأمة الكويتي 1963 في الدائرة السابعة، وحصل على 553 صوت وحل بالمركز الثاني وفاز بالانتخابات ، وشارك في انتخابات مجلس الأمة الكويتي 1967 في الدائرة السابعة، وحصل على 636 صوت وحل بالمركز العاشر وخسر بالانتخابات.

## مناصبه
تولى منصب وزير الشؤون الاجتماعية والعمل في الوزارة الثانية في عام 1963م ، وفي الوزارة الثالثة تولى منصب وزير الشؤون الاجتماعية والعمل في عام 1964م ، وفي الوزارة الرابعة تولى منصب وزير الأوقاف ، وفي الوزارة الخامسة تولى منصب وزير الأوقاف والشؤون الإسلامية ، وفي الوزارة السادسة تولى منصب وزير الأوقاف والشؤون الإسلامية.